# Euchalcis
Euchalcis is een geslacht van vliesvleugeligen uit de familie bronswespen (Chalcididae). De wetenschappelijke naam van dit geslacht is voor het eerst geldig gepubliceerd in 1861 door Dufour.

## Soorten
Het geslacht Euchalcis omvat de volgende soorten:
- Euchalcis haematomera Dufour, 1861
- Euchalcis hyalipennis Boucek, 1952
- Euchalcis miegii Dufour, 1861
- Euchalcis minor Hoffer, 1951
- Euchalcis unicolor (Lucas, 1871)
- Euchalcis vexans Boucek, 1972